# Viroid
Viroid là tác nhân gây bệnh nhỏ nhất được biết đến. Chúng là những phân tử RNA vòng, ở dạng trần không có vỏ capsit, mạch đơn và chúng là tác nhân gây bệnh nhỏ nhất mà con người đã biết. Viroit thậm chí không mã hóa bất kì một prôtêin nào và sự nhân lên của chúng phụ thuộc vào sự hoạt động của enzim của tế bào chủ. Viroit gây nhiều bệnh ở thực vật như bệnh hình thoi ở khoai tây và bệnh hại cây dừa.